# B-Liga
B-Liga (tidligere Kvinde 1. division) er den næstbedste række i Danmarksturneringen i kvindefodbold. Op til sæsonen 2025/26 skiftede rækken navn til B-Liga.

## Nuværende regler
Der er 8 hold i 1. division. De spiller ude og hjemme mod hver modstander. Efter disse 14 kampe fortsætter nr. 1-4 til et slutspil sammen med nummer 7-8 fra Elitedivisionen. Dette slutspil er kaldet kvalifikationsligaen hvorfra nr. 1-2 rykker op i Elitedivisionen. Nr. 3-6 bliver 1 divisions. Nummer 5-8 fra 1 division samt nummer 1-2 fra 2 division spiller et slutspil (nedrykningsspil), hvorfra nr. 4-6 rykker ned i 2 division.

## Tidligere regler
Rækken bestod til og med 2006/07-sæsonen af 12 hold, der hver sæson mødte hinanden på ude- og hjemmebane. Efter 22 kampe rykkede det bedstplacerede hold op i Elitedivisionen, mens de to dårligste rykkede ned i Kvinde-Danmarksserien. Det næstbedst placerede hold spillede to kvalifikationskampe mod Elitedivisionens næstlavest placerede hold om en plads i Elitedivisionen den kommende sæson.
Grundet DBUs strukturændringer for de tre bedste rækker i kvindefodbold fungerede 2006/07-sæsonen som en overgangsperiode, da rækken fra og med 2007/08-sæsonen blev reduceret til 10 hold. I 2006/07-sæsonen rykkede de to bedstplacerede hold direkte op i Elitedivisionen, mens de tredjebedst placerede hold spillede to kvalifikationskampe mod Elitedivisionens dårligstplacerede hold om en plads i Elitedivisionen den efterfølgende sæson.

## Holdene i 2025-26-sæsonen
- Thisted
- Næstved HG
- AaB
- ASA Aarhus
- Esbjerg fB
- Østerbro IF
- F.C. København
- B.93